# Erkenning (sociologie)
Erkenning in de sociologie is de publieke acceptatie en toegeving van iemands status of verdiensten (prestaties, deugden, dienstbaarheid, enzovoort).
Het buitensporig zoeken naar erkenning kan in de psychologie worden beschouwd als een van de karaktertrekken van een narcistische persoonlijkheidsstoornis. Een ander voorbeeld van erkenning is wanneer aan iemand een speciale status wordt toegekend, zoals een eretitel of classificatie. Volgens filosoof Charles Taylor is de erkenning van iemands identiteit zowel een fundamentele behoefte als een mensenrecht, en niet-erkenning of miskenning een vorm van onderdrukking.
Op de werkplek gebruiken sommigen erkenning onder collega's of van managers om de werknemersbetrokkenheid te stimuleren. Erkenning op het werk helpt om werknemers te motiveren. Erkenning blijkt een van de belangrijkste aspecten te zijn op de werkplek. Het heeft een positief effect op de werknemersbetrokkenheid, verbeteringsgedrag, het vertrouwen in de organisatie, de intentie om er te blijven werken en tevredenheid met het management. Uit een Canadees onderzoek blijkt dat de drie meest voorkomende manieren waarop werknemers erkend willen worden, een verbaal bedankje (95%), persoonlijke specifieke woorden van erkenning (92%) en een schriftelijk bedankje (88%) zijn.  Hoewel deze benaderingen vaak niet worden gemeten, wordt het aangemoedigd dat managers hun werknemers vragen hoe zij bij voorkeur erkend zouden willen worden. Veel organisaties hebben erkenningsprogramma's (denk aan teambuilding- en sportevenementen), maar dit sluit niet altijd aan bij de behoeften van de werknemers.